# Zonnetekenastrologie
Zonnetekenastrologie, ook popastrologie genoemd, is de populaire vorm van astrologie zoals die in kranten en tijdschriften verschijnt. 
Het gaat hier om een sterk vereenvoudigd systeem van astrologie dat alleen gebruikmaakt van de positie van de Zon tijdens de geboorte. Het teken van de dierenriem waaronder iemand geboren is volgens zijn horoscoop wordt dan zijn sterrenbeeld of zonneteken genoemd. Omdat er slechts twaalf dierenriemtekens gebruikt worden in de westerse astrologie, beperkt deze typologie zich tot twaalf verschillende persoonlijkheden. Dit type astrologie leent zich bij uitstek voor de krant, die telkens twaalf korte schetsjes kan plaatsen. Voorspellingen worden gedaan aan de hand van actuele planeten die zich in iemands zonneteken bevinden.   

## Geschiedenis
Hoewel astrologen zoals bijvoorbeeld William Lilly (1602-1682) reeds almanakken met voorspellingen uitbrachten, is zonnetekenastrologie pas uitgevonden in 1930 door R. H. Naylor. In september 1930 voorspelde Naylor: "Een Brits luchtvaartuig zal in oktober in gevaar zijn". Toen op 5 oktober 1930 het R101 luchtschip in Beauvais crashte en in brand vloog, werd Naylor voor zijn succesvolle voorspelling een wekelijkse column aangeboden in de Sunday Express. Zijn aanpak met de zonnetekens werd spoedig overgenomen door andere Britse dagbladen.

## Kenmerken
Popastrologie heeft een hoog amusementsgehalte en bestaat louter om commerciële redenen. Het verschil met andere, complexe vormen van westerse astrologie is aanzienlijk, waardoor de geldigheid van dit type astrologie door 'geschoolde' astrologen niet serieus wordt genomen. In de popastrologie wordt doorgaans geen rekening gehouden met de planeten, aspecten, de ascendant, of de huizen van de persoonlijke horoscoop. Er wordt een voorspelling gedaan op basis van zeer weinig variabelen, wat een grof beeld oplevert. Er zijn immers maar 12 Zonnetekens op 7 miljard mensen. De dagelijkse, wekelijkse of maandelijkse 'horoscopen' met voorspellingen in kranten, tijdschriften, op televisie of internet worden vaak overgelaten aan personen die zelf geen astroloog zijn en die lukrake 'voorspellingen' doen die niet gebaseerd zijn op astrologische regels. Soms wordt gekeken naar de 'transit' van een actuele planeet, of van Zon of Maan door het zonneteken. Met Mars wordt dan bijvoorbeeld een energieke periode of een conflict voorspeld, terwijl Venus als voorbode wordt gezien van een  liefdevolle relatie. 
Een verfijning van dit systeem dat zich uitsluitend baseert op de positie van de zon in een van de twaalf tekens, zijn de decanaten die reeds in de 2e eeuw door Claudius Ptolemaeus werden beschreven. Hierbij wordt elk teken opgedeeld in drie partjes van tien graden (en tien dagen), met elk een eigen heerser. Dit leverde de basis voor een dierenriem met 36 verschillende persoonlijkheidstypen.

## Pseudowetenschap
Zoals voor alle vormen van astrologie geldt, wordt ook zonnetekenastrologie beschouwd als pseudowetenschap. Uit onderzoek onder jongeren in Nederland bleek dat 85% weleens een horoscoop leest, meestal zonder er in te geloven.